# Онлайн-база даних
Онлайн-база даних — електронна розподілена база даних, доступна з локальної або мережі Інтернет. На відміну від зосереджених баз даних, доступних тільки на окремому комп'ютері або на підключеному до нього пристрої зберігання, наприклад, компакт-диску, онлайн-бази даних розміщуються на серверах, забезпечених вебінтерфейсом, що дозволяє звертатися до них широко поширених та загальнодоступних веббраузерів. Доступ до даних, що зберігаються в таких базах, може бути вільними або платним, наприклад, через щомісячну передплату. Можливі деякі додаткові функції, такі як спільне редагування даних, або відправка повідомлень електронною поштою про зміни вмісту.
Онлайн-база даних може мати хмарну реалізацію або зберігатися в хмарному сховищі, до такої бази доступ забезпечується через Інтернет, а не на локальному рівні. Такий підхід дозволяє не тримати інформаційну базу даних фізично в одному місці. Більшість сучасних систем управління базами даних включають вебінтерфейси, які можуть використовуватися кінцевим користувачем для надання даних і конфігурації примірників баз даних.
Онлайн-база даних є важливим елементом багатьох розвинених інформаційних систем, таких як сучасні CRM-системи.